# Ted Wheeler (Leichtathlet)
Theodore Stanley Richardson „Ted“ Wheeler (* 30. Januar 1931 in Chattanooga, Tennessee; † 17. November 2022 in Iowa City) war ein US-amerikanischer Leichtathlet.

## Leben
Ted Wheeler wurde in Chattanooga, Tennessee geboren und wuchs in LaFayette, Georgia auf. Später zog er nach Illinois, wo er seine Leichtathletikkarriere begann. 1951 begann er an der University of Iowa zu studieren. Er startete bei den U.S. Olympic Trials sowohl über 800 als auch über 1500 Meter konnte sich jedoch nicht für die Olympischen Spiele 1952 qualifizieren. Ein Jahr später wurde eine Leichtathletikkarriere in Iowa unterbrochen, da er für die United States Army diente. Er wurde Cheftrainer der Armee im Fort Leonard Wood.
Nach seiner Zeit bei der Armee kehrte Wheeler nach Iowa zurück, um seine Leichtathletiklaufbahn sowie sein Studium fortzusetzen. 1956 gewann er sowohl im Freiluftwettkampf als auch in der Halle den Titel über 800 Meter der Big Ten Conference. Des Weiteren qualifizierte sich für die Olympischen Spiele 1956 in Melbourne, wo er im Wettkampf über 1500 Meter startete. Ein Jahr später machte er seinen Bachelor-Abschluss in Politikwissenschaften.
1961 wurde er in die Drake Relays Hall of Fame aufgenommen und 1967 wurde in seinem Namen das Iowa Track Stipendium ins Leben gerufen.
1972 wurde Wheeler als Assistent von Trainer Francis X. Cretzmeyer an der University of Iowa. 1973 wurde er zum Cheftrainer des Crosslaufteams. 1978 übernahm er das Amt des Cheftrainers vom Leichtathletikteam und hatte diese Position bis zu seinem Rücktritt im Juli 1996 inne.
Am 17. November verstarb Wheeler im Alter von 91 Jahren in Iowa City.